# Palaimon (Argonaut)
Palaimon (altgriechisch Παλαίμων) ist eine Figur der griechischen Mythologie. Er galt als Sohn des Aitolos oder Lernos. Sein wahrer Vater soll jedoch nach einhelliger Überlieferung der Gott Hephaistos gewesen sein, worauf die verwachsenen Füße des Palaimon hinwiesen.
In der Überlieferung taucher er als Teilnehmer an der Argonautenfahrt auf, spielt jedoch keine erkennbare Rolle.